# 1977

## Събития

### Март
- 4 март – При земетресението във Вранча, Румъния с магнитуд 7,4 загиват над 1600 души, част от тях в България.

### Април
- 4 април – Самолетът при полет 242 на „Саутърн Еъруейс“ катастрофира на щатския път „Джорджия 381 в Ню Хоуп“, окръг Полдинг, Джорджия и убива 63 души на борда и още 9 на земята.

### Юни
- 27 юни – Джибути, дотогава колония на Франция под името Френска Сомалия, получава независимост.

### Септември
- 27 септември – Самолетът при полет 715 на „Джапан Еър Лайнс“ се разбива при заход към летище „Султан Абдул Азиз Шах“, Субанг, Малайзия и убива 34 от 69-те души на борда.
- 28 септември – Самолетът при полет 472 на „Джапан Еър Лайнс“ е отвлечен в Мумбай на път от Париж за Токио от терористи от японската „червена армия“, които поискват и получават откуп на стойност шест милиона щатски долара от Япония. В допълнение японското правителство освобождава и задържани членове на японската „червена армия“.

### Октомври
- 10 октомври – Създадена е НГДЕК „Св. Константин-Кирил Философ“ в София.

## Родени
- 1 януари – Ким Чен Су, севернокорейски спортист
- 3 януари – Александър Мутафджич, сръбски футболист
- 13 януари – Орландо Блум, британски актьор
- 21 януари – Фил Невил, английски футболист
- 22 януари – Хидетоши Наката, японски футболист
- 24 януари – Мишел Хунцикер, швейцарски модел, водеща, актриса
- 5 февруари – Елин Топузаков, български футболист
- 8 февруари – Дейв Фаръл, американски музикант
- 11 февруари – Майк Шинода, американски музикант
- 18 февруари – Хелги Гретаршон, исландски шахматист
- 19 февруари – Джанлука Дзамброта, италиански футболист
- 20 февруари – Хатидже Георгиева, български политик и икономист
- 21 февруари – Джонатан Сафран Фоер, американски писател
- 2 март – Георги Вачев, български актьор и фотограф
- 3 март 
  - Костадин Язов, български политик
  - Владимир Ненов, български режисьор, писател
- 10 март – Иво Михайлов, български футболист
- 11 март – Ирра, българска поп певица
- 15 март – Джоузеф Хан, американски музикант
- 18 март – Йоана Захариева, българска поп певица и актриса
- 20 март – Милен Христов, български футболист
- 8 април – Йоана Буковска, българска актриса
- 9 април – Джерард Уей, американски музикант
- 10 април – Людмила Филипова, българска писателка
- 13 април – Мартин Димитров, български политик
- 14 април – Сара Мишел Гелар, американска актриса
- 16 април 
  - Фредрик Юнгбери, шведски футболист
  - Джейда Дювенджи, турска актриса
- 18 април – Георги Бачев, български футболист
- 20 април – Алехандро Сичеро, венецуелски футболист
- 29 април – Петя Ставрева, български политик
- 3 май – Карла Рахал, българска актриса и певица
- 12 май 
  - Греъм Дот, шотландски играч на снукър
  - Ешереф Ешереф, български политик, икономист и инженер
- 13 май – Кати, българска попфолк певица
- 16 май – Емилиана Торини, исландска певица
- 19 май 
  - Мануел Алмуния, испански футболист
  - Наталия Орейро, аржентинска певица и актриса
- 23 май – Елисавета Белобрадова, българска юристка и политик
- 26 май – Лука Тони, италиански футболист
- 29 май – Леонардо Франко, аржентински футболист
- 1 юни – Сара Уейн Келис, американска актриса
- 6 юни – Макс Мирни, беларуски тенисист
- 8 юни 
  - Кание Уест, американски рапър
  - Красимир Чомаков, български футболист
- 9 юни – Светозар Христов, български поп певец
- 13 юни – Евгений Хмарук, молдовски футболист
- 15 юни – Ивица Боцевски, македонски политик
- 19 юни – Мария Чонкан, румънска лекоатлетка
- 20 юни – Йорданка Белева, българска поетеса и писателка
- 21 юни – ВБВ, български поет
- 27 юни – Раул, испански футболист
- 30 юни – Васил Пандов, български политик и юрист
- 3 юли – Деян Божков, български шахматист
- 4 юли – Весела Казакова, българска актриса
- 7 юли – Христо Христов, български поет
- 8 юли 
  - Кристиан Абиати, италиански футболист
  - Майлоу Вентимилия, американски киноактьор
- 10 юли – Чиуетел Еджиофор, английски актьор
- 18 юли – Александър Морозевич, руски шахматист
- 21 юли – Сара Биазини, френска актриса
- 21 юли – Деница Николова, български политик и икономист
- 28 юли – Андрей Рунчев, български политик и икономист
- 29 юли – Васил Кузманов, български футболист
- 30 юли – Юрген Патока, австрийски футболист
- 17 август 
  - Тиери Анри, френски футболист
  - Таря Турунен, финландска певица, вокалистка на Nightwish
- 20 август – Клеменс Майер, немски писател
- 24 август
  - Сафийе Чан, немска поетеса
  - Юрген Махо, австрийски футболист
  - Роберт Енке, немски футболист, вратар († 2009 г.)
- 25 август – Джонатан Того, американски актьор
- 27 август – Деко, бразилско-португалски футболист
- 30 август 
  - Норкис Батиста, венецуелска актриса
  - Огнян Огнянов, български футболист
- 31 август – Джеф Харди, професионален кечист
- 2 септември – Елица Тодорова, българка поп певица
- 3 септември – Ваня, българска попфолк певица
- 4 септември 
  - Петър Кънчев, български футболист
  - Елена Атанасова, българска филмова и театрална актриса
- 5 септември – Тереза Маринова, българска лекоатлетка и олимпийски шампион (2000 г.)
- 10 септември – Виктор Гончаренко, беларуски футболист и треньор
- 11 септември 
  - Матю Стивънс, уелски играч на снукър
  - Тодор Чобанов, български историк и политик. Заместник–министър на културата в първото правителство на Бойко Борисов, доктор по археология
- 15 септември – Катерина Мурино, италианска актриса
- 23 септември 
  - Диджей Балтазар, български диджей, продуцент и промоутър
  - Рейчъл Ямагата, американска певица
- 3 октомври 
  - Владимир Николов, български волейболист
  - Светла Иванова, българска поп певица
- 6 октомври – Владимир Манчев, български футболист
- 8 октомври – Захари Сираков, български футболист
- 10 октомври – Устата, български рап певец
- 19 октомври – Димитър Аврамов, български политик и икономист
- 23 октомври – Светла Иванова, българска поп-певица
- 28 октомври – Светозар Иванов, български волейболист
- 29 октомври – Емилиан Опреа, румънски актьор
- 4 ноември 
  - Евгения Раданова, българска спортистка
  - Христо Йовов, български футболист
- 10 ноември – Британи Мърфи, американска актриса († 2009 г.)
- 16 ноември 
  - Максим Ставийски, руско-български фигурист
  - Маги Джиленхол, американска актриса
  - Маурисио Очман, мексикански актьор
- 24 ноември – Колин Ханкс, американски актьор
- 28 ноември – Фабио Гросо, италиански футболист
- 1 декември 
  - Брад Делсън, американски музикант
  - Мария Илиева, българска поп певица
- 3 декември – Адам Малиш, полски спортист
- 7 декември – Костадин Стойков, български волейболист
- 14 декември 
  - Антон Петров, български военнослужещ
  - Ингер-Мария Малке, немска писателка
  - Радослав Комитов, български футболист
- 20 декември – Кирил Божков, български футболист
- 27 декември – Красимир Стефанов, български волейболист

## Починали
- ? – Павел Метеоров, български скулптор (р. 1900 г.)
- ? – Пантелей Сеферов, български художник (р. 1891 г.)
- 14 януари – Анаис Нин, американска писателка (р. 1903 г.)
- 16 януари – Ангел Сладкаров, български оперетен артист (р. 1892 г.)
- 17 януари – Таке Папахаджи, румънски фолклорист (р. 1892 г.)
- 18 януари – Карл Цукмайер, немски писател (р. 1896 г.)
- 21 февруари – Христо Динев, български артист (р. 1900 г.)
- 4 март – Андрес Кайседо, колумбийски писател (р. 1951 г.)
- 4 март – Тома Караджиу, румънски актьор (р. 1925 г.)
- 5 март – Том Прайс, британски пилот от Ф1 (р. 1949 г.)
- 21 март – Алекси Квартирников, български инженер (р. 1893 г.)
- 2 април – Орлин Василев, български писател (р. 1904 г.)
- 11 април – Жак Превер, френски поет и сценарист (р. 1900 г.)
- 15 април – Георги Герасимов, български художник (р. 1905 г.)
- 19 април – Гюнтер Бруно Фукс, немски поет, белетрист и график (р. 1928 г.)
- 5 май – Лудвиг Ерхард, германски политик и икономист (р. 1897 г.)
- 24 май – Мара Цибулка, българска певица (р. 1891 г.)
- 1 юни – Рудолф Витлачил, чехословашко-австрийски футболист и футболен треньор (р. 1912 г.)
- 16 юни – Вернер фон Браун, немски учен (р. 1912 г.)
- 21 юни – Рангел Николов, военен пилот (р. 1945 г.) катастрофирал с МИГ 21 в Толбухин
- 25 юни – Петко Стайнов, български композитор (р. 1896 г.)
- 2 юли – Владимир Набоков, руски писател, поет и шахматен теоретик (р. 1899 г.)
- 9 юли – Фани Попова-Мутафова, българска писателка (р. 1902 г.)
- 18 юли – Георги Брадистилов, български математик (р. 1904 г.)
- 20 юли – Фридрих Георг Юнгер, немски писател (р. 1898 г.)
- 25 юли – Луис Физер, американски химик (р. 1899 г.)
- 1 август – Гари Пауърс, американски летец (р. 1929 г.)
- 14 август – Борислав Габровски, български футболист (р. 1910 г.)
- 16 август – Елвис Пресли, американски певец (р. 1935 г.)
- 19 август – Граучо Маркс, американски комик (р. 1890 г.)
- 2 септември – Виктор Франкъл, австрийски психиатър (р. 1905 г.)
- 16 септември – Мария Калас, гръцка оперна певица (р. 1923 г.)
- 19 септември – Ненко Балкански, български художник (р. 1907 г.)
- 1 октомври – Лазар Парашкеванов, български архитект (р. 1890 г.)
- 2 ноември – Ханс Ерих Носак, немски писател (р. 1901 г.)
- 5 ноември – Рьоне Госини, френски писател (р. 1926 г.)
- 11 ноември – Милош Църнянски, сръбски поет и писател (р. 1893 г.)
- 14 ноември – Бхактиведанта Свами Прабхупада, индийски религиозен водач (р. 1896 г.)
- 5 декември – Александър Василевски, съветски маршал (р. 1895 г.)
- 25 декември – Чарли Чаплин, британски актьор и режисьор (р. 1889 г.)
- 26 декември – Хауърд Хоукс, американски кино режисьор (р. 1896 г.)
- 27 декември – Димитър Ангелов, български учител и писател (р. 1904 г.)
- 31 декември – Сабах III ал-Салем ал-Сабах, емир на Кувейт (р. 1913 г.)

## Нобелови награди
- Физика – Филип Уорън Андерсън, Невил Франсис Мот, Джон ван Флек
- Химия – Иля Пригожин
- Физиология или медицина – Роже Гиймен, Андрю Шали, Розалин Ялоу
- Литература – Висенте Алейксандре
- Мир – Амнести интернешънъл
- Икономика – Бертил Оолин, Джеймс Мийд